# Acusação federal de Donald Trump
United States of America v. Donald J. Trump (em português, Estados Unidos da América contra Donald J. Trump) é um processo criminal federal pendente contra Donald Trump, o 45.º presidente dos Estados Unidos, em relação à sua suposta participação em tentativas de anular as eleições presidenciais de 2020 e, mais especificamente, sua conduta durante o ataque ao Capitólio, em 6 de janeiro de 2021.
Trump questionou os resultados da eleição presidencial de 2020, alegou que a fraude eleitoral ocorreu por meio de cédulas pelo correio e tentou diretamente anular os resultados da eleição por meio de uma conspiração na qual seriam instalados eleitores pró-Trump. Trump pressionou o então vice-presidente Mike Pence a contar esses eleitores. O Departamento de Justiça abriu uma investigação em janeiro de 2022 sobre a trama, expandindo-a para abranger os eventos de 6 de janeiro. Em novembro de 2022, o procurador-geral Merrick Garland nomeou Jack Smith para liderar uma investigação especial sobre os eventos de 6 de janeiro e uma investigação do FBI sobre a manipulação de documentos do governo feita por Trump.
Em 1 de agosto de 2023, um grande júri indiciou Trump no Tribunal Distrital dos Estados Unidos no Distrito de Columbia por quatro acusações: conspiração para defraudar os Estados Unidos, obstrução de um processo oficial relacionado à certificação dos resultados eleitorais em 6 de janeiro de 2021, conspiração para obstruir um processo oficial e conspiração contra direitos. A acusação mencionou seis co-conspiradores não identificados. Foi a primeira acusação contra um presidente sobre ações durante o mandato. Trump compareceu a uma audiência em 3 de agosto, onde se declarou inocente.

## Procedimentos

### Acusação
A acusação foi aberta em 1 de agosto de 2023. Um grande júri no Tribunal Distrital dos Estados Unidos para o Distrito de Columbia indiciou Trump por quatro acusações: conspiração para fraudar os Estados Unidos, obstrução de um processo oficial, conspiração para fazê-lo e conspiração contra direitos.
De acordo com a acusação, em 8 de dezembro de 2020, um consultor sênior de campanha admitiu que "nossa equipe jurídica de pesquisa e campanha não pode respaldar nenhuma das reivindicações ... É difícil assumir tudo isso quando é apenas merda de conspiração transmitida da nave-mãe." Em 1 de janeiro, Trump soube que Mike Pence não acreditava que o vice-presidente pudesse rejeitar votos eleitorais. Trump ligou para Pence e disse a ele: "Você é honesto demais". Em 3 de janeiro, alega-se que o vice-conselheiro da Casa Branca, Patrick F. Philbin, disse ao "co-conspirador n.º 4" – provavelmente Jeffrey Clark – que se Trump mantivesse o poder, haveria "motins em todas as grandes cidades dos Estados Unidos", ao que ele respondeu "Bem, Pat, é por isso que existe uma Lei de Insurreição." A acusação também descreveu uma discussão não relatada anteriormente entre Trump e o Pat Cipollone, conselheiro da Casa Branca , na qual Cipollone aconselhou Trump, horas após o início do ataque ao Capitólio, a abandonar suas objeções à eleição. Trump recusou.

#### Co-conspiradores
A acusação fez referência a seis co-conspiradores. Embora não tenham sido identificados na acusação, várias agências de notícias relataram a maioria de suas prováveis identidades com base em informações conhecidas publicamente. A indiciação não os acusa.
- Co-conspirador n.º 1: Rudy Giuliani, conforme confirmado por seu advogado, Robert Costello, que alegou que a acusação "eviscera a Primeira Emenda".[1]
- Co-conspirador n.º 2: John Eastman, conforme confirmado por seu advogado, Harvey Silverglate, que alegou que Eastman seria exonerado.[11]
- Co-conspirador n.º 3: Sidney Powell. A CNN observou que as datas de um "processo contra o governador da Geórgia" mencionado na acusação se alinham com um processo movido por Powell.[12]
- Co-conspirador n.º 4: Jeffrey Clark. A CNN comparou citações de um e-mail na acusação com citações de um relatório do Senado.[12]
- Co-conspirador n.º 5: Kenneth Chesebro, advogado de Trump. A CNN referiu-se a informações divulgadas pelo Comitê de 6 de janeiro.[12]
- Co-conspirador n.º 6: Um "consultor político" que supostamente nomeou advogados no Arizona, Geórgia, Michigan, Nevada, Novo México, Pensilvânia e Wisconsin "que poderiam ajudar no esforço eleitoral fraudulento", como a acusação o expressou. Em 13 de dezembro de 2020, essa pessoa juntou-se a um telefonema com Rudy Giuliani e um consultor sênior de campanha de Trump.[13]

### Audiência

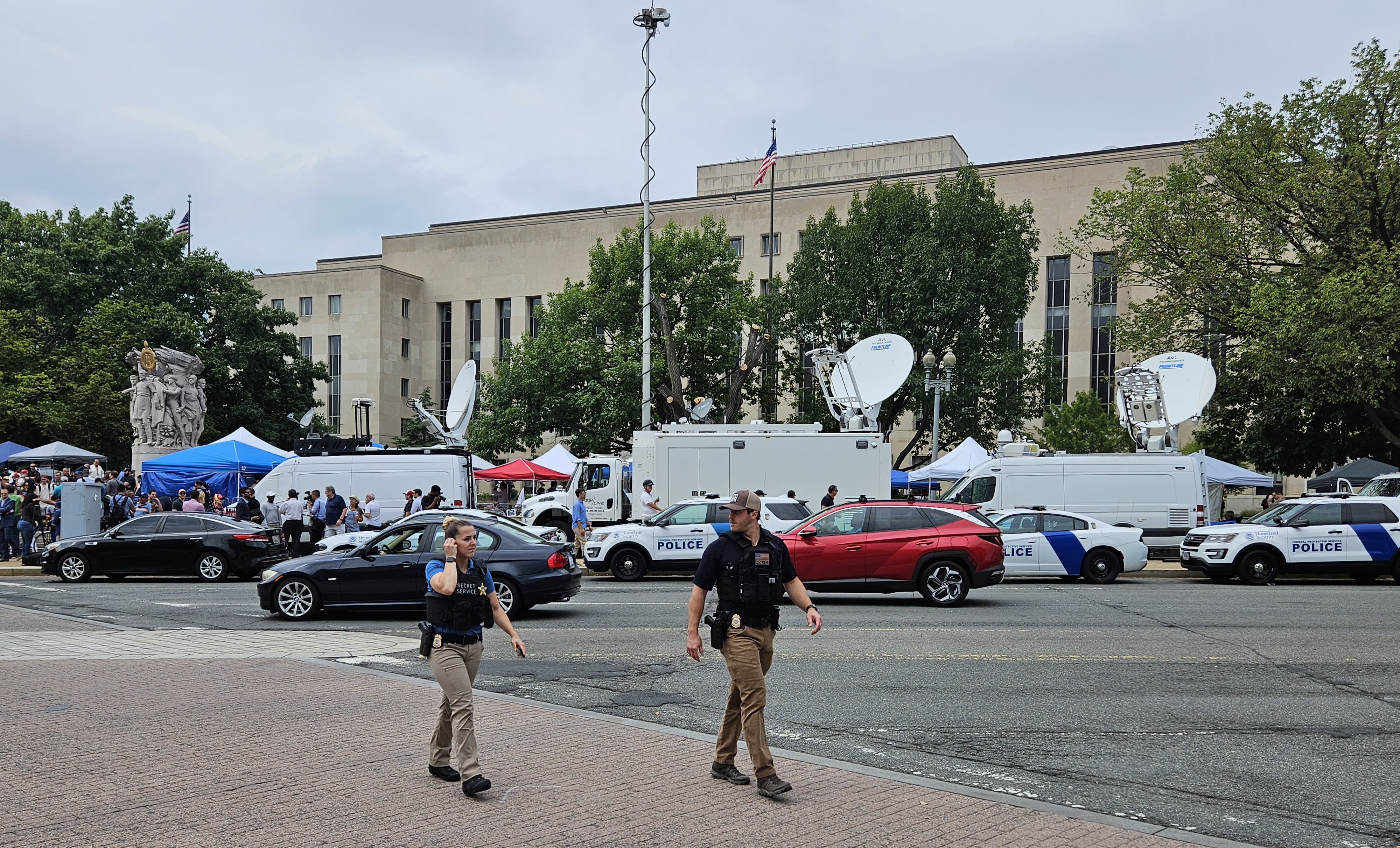
Dois agentes do Serviço Secreto dos Estados Unidos patrulham em frente ao tribunal antes da acusação.

Trump compareceu perante a juíza Moxila A. Upadhyaya, no tribunal E. Barrett Prettyman dos Estados Unidos, em 3 de agosto. Smith estava presente na audiência, assim como o advogado de Trump, Evan Corcoran, e o juiz-chefe James Boasberg. No tribunal, Trump foi acompanhado pelos advogados Todd Blanche e John Lauro; os promotores Thomas Windom e Molly Gaston foram acompanhados por um agente especial do Federal Bureau of Investigation. Trump se declarou inocente de cada acusação e os promotores confirmaram que não buscariam prisão preventiva. A próxima audiência está marcada para 28 de agosto, e espera-se que o juiz Chutkan use essa audiência para marcar a data do julgamento.

### Conduta pós-audiência
Em 4 de agosto, o procurador especial pediu ao tribunal que proibisse Trump de fazer declarações públicas sobre o caso. Em 5 de agosto, o governo apresentou uma moção adicional, solicitando que o tribunal impusesse uma ordem de proteção a Trump e seus advogados para impedi-los de compartilhar com terceiros os materiais fornecidos durante o processo de descoberta. Eles citaram a história de Trump de revelar publicamente detalhes sobre os casos, bem como comentários que ele fez nas redes sociais em 4 e 5 de agosto, ameaçando retaliar qualquer um que "viesse atrás" dele e chamando Pence de "delirante". A campanha de Trump alegou que o post de mídia social citado pelo governo era um discurso político dirigido aos críticos de Trump no Partido Republicano. Chutkan ordenou que os advogados de Trump respondessem até às 17h do dia 7 de agosto, negando o pedido de prorrogação de três dias. Trump então atacou Chutkan nas redes sociais, exigindo que ela fosse retirada do caso e que o caso fosse retirado do Distrito de Columbia. Os advogados de Trump solicitaram uma ordem menos restritiva "para proteger apenas materiais genuinamente sensíveis da vista do público", enquanto os promotores afirmaram em resposta que Trump "propôs uma ordem destinada a permitir que ele julgasse este caso na mídia e não no tribunal". Chutkan instruiu ambas as equipes a conferir e relatar até às 15h do dia 8 de agosto duas datas mutuamente aceitáveis para uma audiência até 11 de agosto.
Durante as entrevistas completas de Ginsburg, em 7 de agosto, o novo advogado de Trump, John Lauro, afirmou que "uma violação técnica da Constituição não é uma violação da lei criminal", então era "simplesmente errado" que Trump tivesse pressionado Pence a violar a lei. Pence havia dito quatro dias antes que Trump e seus assessores o pressionaram "essencialmente para derrubar a eleição".